# Aname barrema
Aname barrema är en spindelart som beskrevs av Raven 1985. Aname barrema ingår i släktet Aname och familjen Nemesiidae.
Artens utbredningsområde är Queensland. Inga underarter finns listade i Catalogue of Life.